# Belcaire
Belcaire település Franciaországban, Aude megyében. Lakosainak száma 369 fő (2022. január 1.). Belcaire Fougax-et-Barrineuf, Camurac, Comus, Niort-de-Sault, Roquefeuil és Bélesta községekkel határos.

## Népesség
A település népességének változása:
| Lakosok száma | 504  | 421  | 392  | 406  | 457  | 393  | 394  | 388  | 376  | 369  |
|               | 1968 | 1982 | 1999 | 2006 | 2011 | 2015 | 2017 | 2018 | 2020 | 2022 |